# Claudia Bögel-Hoyer

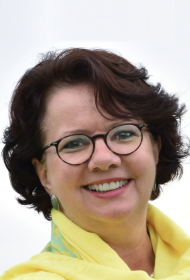
Claudia Bögel-Hoyer (2020)

Claudia Bögel-Hoyer (* 15. September 1961 in Burgsteinfurt) ist eine deutsche Politikerin (FDP) und gewählte Bürgermeisterin ihrer Heimatstadt Steinfurt. Sie war von 2009 bis 2013 Mitglied des Bundestages.

## Karriere

### Ausbildung
Bögel machte 1981 am Gymnasium Arnoldinum in Steinfurt Abitur und studierte danach Geschichte und Politologie an der Westfälischen Wilhelms-Universität in Münster. Im Jahr 1983 trat sie in den mittelständischen Betrieb ihrer Familie in Steinfurt ein und schloss dort eine kaufmännische Ausbildung ab. Danach war sie über 20 Jahre im Mittelstand tätig und arbeitete viele Jahre als angestellte IT-Projektmanagerin.

### Politischer Werdegang
Bögel trat 2002 in die FDP ein. Sie war von 2004 bis 2010 Mitglied des Steinfurter Stadtrates und bis 2012 zusätzlich Parteivorsitzende. Ab 2010 übernahm sie das Amt der Vorsitzenden der FDP im Kreis Steinfurt. Wenige Tage später wurde sie in den Bezirksvorstand Münsterland der FDP gewählt. Ab 2006 war sie im Landesvorstand der Liberalen Frauen und ab 2008 im Landesvorstand des Liberaler Mittelstand. Beide Tätigkeiten gab sie 2010 auf.
Im Jahr 2008 wurde sie von ihrer Partei als Kandidatin für den Wahlkreis Steinfurt I – Borken I. Bei der anschließenden Bundestagswahl 2009 erhielt sie mit 12,3 % das zweitbeste Ergebnis in Nordrhein-Westfalen. Sie zog über die Landesliste in den Bundestag ein. Im Bundestag war sie ordentliches Mitglied im Ausschuss für Wirtschaft und Technologie und stellvertretendes Mitglied in den Ausschüssen für Tourismus, für Ernährung, Landwirtschaft und Verbraucherschutz und für Angelegenheiten der Europäischen Union. Im November 2011 wurde sie mit dem besten Stimmenergebnis zur ersten stellvertretenden Bundesvorsitzenden des Liberalen Mittelstandes gewählt. Ab Februar 2012 war Bögel Sprecherin der FDP-Bundestagsfraktion für den Mittelstand. Im Juni 2013 wurde sie einstimmig zur Präsidentin der Deutschen Gruppe Liberale Internationale (DGLI) Sektion Nordrhein-Westfalen gewählt.
Durch das Scheitern ihrer Partei an der Fünf-Prozent-Hürde bei der Bundestagswahl 2013 schied sie im Oktober 2013 aus dem Bundestag aus. Im März 2014 wurde Bögel-Hoyer zum Member of Diplomatic Council vom Rat der Botschafter berufen. Kurzzeitig arbeitete sie als Vertriebsmanagerin in einem Berliner Unternehmen. Ihre Bürgermeisterkandidatur wurde von FDP und Grünen unterstützt. Am 13. September 2015 wurde sie in Steinfurt mit 55,4 % der abgegebenen Stimmen zur Bürgermeisterin gewählt. Zu der Zeit war sie die einzige FDP-Bürgermeisterin in Nordrhein-Westfalen. Am 13. September 2020 wurde sie mit 61 % der Stimmen im Amt bestätigt. Ende 2023 verkündete sie, dass sie zur Kommunalwahl 2025 nicht erneut als Bürgermeisterin kandidieren wird.

## Privates
Claudia Bögel-Hoyer lebt derzeit in Steinfurt und hat einen Sohn. Seit ihrer Eheschließung im Dezember 2012 trägt sie den Namen Claudia Bögel-Hoyer.